# 王継勲
王 継勲（おう けいくん、生没年不詳）は、五代後漢から北宋にかけての軍人。本貫は陝州平陸県。

## 経歴
河中府に属して牙校となった。後漢の乾祐元年（948年）3月、李守貞の乱に参加して、潼関を守備したが、郭従義に敗れて河中に逃げ帰った。12月、白文珂・劉詞の軍が河中城下に迫った。乾祐2年（949年）1月、継勲は聶知遇とともに夜間に出陣して河西寨を攻めたが、また後漢の軍に敗れて負傷して逃げ帰った。4月、継勲は李守貞の敗北は必至とみて、城を出て降伏し、郭威の下で供奉官に任じられた。
後周の広順元年（951年）、汾州刺史となった。晋州・磁州・隰州などの縁辺巡検をつとめ、憲州・麟州・石州・磁州の刺史を歴任した。
宋が建国されると、磁州団練使に転じた。兵の規律を失して荊罕儒が敗戦すると、継勲も責任を問われて右監門衛率となった。荊南が平定されると、継勲は権知道州に任じられ、まもなく道州刺史となった。たびたび南漢の侵入を受けたため、継勲は南漢を平定する軍を送るよう上奏した。宋軍の南征がおこなわれると、継勲は賀州道行営馬歩軍都監となった。
継勲は武勇で知られ、戦場にあってはいつも鉄鞭・鉄槊・鉄撾を用いていたため、「王三鉄」と称された。

## 伝記資料
- 『宋史』巻274 列伝第33